# هامبوهرن
هامبوهرن (به آلمانی: Hambühren) یک شهر در آلمان است که در Celle واقع شده‌است. هامبوهرن  ۱۰٬۱۵۰ نفر جمعیت دارد.

## خواهرخوانده
شهر Buk خواهرخواندهٔ هامبوهرن هست.